# IEEE 802.11ah
IEEE 802.11ah (o Wi-Fi HaLow) és una modificació de l'estàndard 802.11 per WLAN desenvolupat pel grup de treball 11 del comitè d'estàndards LAN/MAN del IEEE (IEEE 802), que opera a les bandes ISM sub-1 GHz de 868 MHz i 915 MHz, la qual cosa permet una major eficiència energètica (major cobertura). Aquest protocol pot ésser emprat en la Internet de les coses. IEEE 802.11ah fou ratificat el 2016.
Característiques més destacades:
- Bandes de freqüència : 863-868.6 MHz (Europa), 915.9 -928.1 MHz (Japó), 755-787 MHz (Xina), 917- 923.5 MHz (Corea), 866-869 MHz, 920-925 MHz (Singapur), and 902-928 MHz (EUA)
- Amplada de banda per canal: 1/2/4/8/16 MHz
- Cobertura: fins a 1 km (en espai obert)
- Potència de transmissió: d'1mW a 1W.
- Velocitats de transmissió: 150 Kbps ~ 346.666 Mbps
- Dispositius per punt d'accés: 8.191
- Topologia: estrella i arbre.

Velocitats màximes per un enllaç únic:
| Tipus de modulació. | Velocitat en Mbit/s amb canal amplada de banda de 2 MHz | Velocitat en Mbit/s amb canal amplada de banda de 4 MHz | Velocitat en Mbit/s amb canal amplada de banda de 8 MHz | Velocitat en Mbit/s amb canal amplada de banda de 16 MHz |
| ------------------- | ------------------------------------------------------- | ------------------------------------------------------- | ------------------------------------------------------- | -------------------------------------------------------- |
| BPSK                | 2,17 Mbits/s                                            | 4,5 Mbits/s                                             | 9,75 Mbits/s                                            | 19,5 Mbits/s                                             |
| QPSK                | 6,5 Mbits/s                                             | 13,5 Mbits/s                                            | 29,3 Mbits/s                                            | 58,5 Mbits/s                                             |
| 16-QAM              | 13 Mbits/s                                              | 27 Mbits/s                                              | 58,5 Mbits/s                                            | 117 Mbits/s                                              |
| 64-QAM              | 21,7 Mbits/s                                            | 45 Mbits/s                                              | 97,5 Mbits/s                                            | 176 Mbits/s                                              |
| 256-QAM             | 28,9 Mbits/s                                            | 60 Mbits/s                                              | 130 Mbits/s                                             | 173 Mbits/s                                              |

Implementacions reals :
| Fabricant   | Referència      | Notes |
| ----------- | --------------- | ----- |
| NEWRACOM    | NRC7292         | [ 4 ] |
| Morse Micro | MM6108 i MM6104 | [ 5 ] |